# Walram von Moers
Walram von Moers (Germania, 1393 – Arnhem, 3 ottobre 1456) è stato uno pseudocardinale tedesco.

## Biografia
Nacque in Germania nel 1393.
L'antipapa Felice V lo elevò al rango di cardinale nel concistoro del 12 aprile 1440.
Morì il 3 ottobre 1456 ad Arnhem.